# D 2
D 2 war eines von neun Torpedodivisionsbooten der Kaiserlichen Marine, welches als Führerboot von Torpedobooten diente und in der Schichauwerft in Elbing gefertigt wurde. D 10 war ein Vergleichsboot aus einer britischen Werft.
Anfangs hatte die spätere D 2 noch die Bezeichnung D 1. Erst ab 1. August 1887 tauschten beide Boote, welche als ein Paar gefertigt wurden, die Bezeichnung. Von 1902 bis 1914 wurde D 2 als Alice Roosevelt eingesetzt.

## Technische Daten
Der Rumpf von D 1 und D 2 bestanden aus einem, im Gegensatz zu den später gebauten Divisionsbooten, unverzinkten Querspantbau-Stahlbau. D 2 erhielt nachträglich eine äußere Verzinkung des Rumpfes.
Die stehende 3-Zylinder-Verbunddampfmaschine mit dreifacher Dampfdehnung konnte bei voller Beladung des Bootes, u. a. mit max. 56 t Kohle, 1940 sm bei 14 kn zurücklegen. Die Dampflokomotivkessel konnten 12 atü zur Verfügung stellen.
Die Besatzung konnte aus fünf bis sieben Offizieren und 36 bis 39 Mannschaftsdienstgraden bestehen. Später wurde auf einen Offizier und 46 bis 51 Mannschaftsdienstgrade umgestellt.
D 2 besaß, wie D 1 auch, anfangs drei Masten, wurde dann aber auf den Ausrüstungsstand der Divisionstorpedoboote ab D 3 mit zwei schrägen Masten mit Stützsegel umgebaut. 1893 wurde die Bewaffnung verändert. Ebenso kamen die neuen Schnellladekanonen zum Einsatz.
1900/01 kam D 2 zu Umbauten in die Schichauwerft. Dabei wurden die Lokkessel ausgetauscht und konnten fortan 13 atü standhalten.
Später erfolgte ein Umbau mit Blick auf die repräsentative Nutzung als Stationsyacht. So erhielt sie z. B. zur ausgewählten Innenausstattung einen Pavillon auf dem hinteren Deck.
1909 kam das Boot in die Kaiserliche Werft Kiel zu einem Umbau und die zwei 1900/01 eingebauten Lokkessel wurde gegen zwei Marine-Kessel getauscht.
1914 erfolgte ein erneuter Umbau: das Deckshaus wurde entfernt und mittschiffs eine Kompasspodest eingebaut. Zusätzlich wurden Suchscheinwerfer auf der geschlossenen vorderen Brücke montiert.

## Geschichte
Das Boot wurde vom Reichsmarineamt gemeinsam mit D 1 bestellt.
Der Stapellauf des Bootes erfolgte am 11. September 1886 anfangs als D 1 und die Indienststellung am 1. Mai 1887. Ab dem 1. August 1887 wurde die Bezeichnung auf D 2 geändert und die ehemalige D 2 erhielt die Bezeichnung D 1.
Das Boot diente als Führerboot zu diversen Torpedoboots-Divisionen. So wurde das Boot am 31. August 1890 von der IV. zur III. Torpedobootsdivision und dann am 12. September 1890 wieder zurück zur IV. Torpedobootsdivision kommandiert. Als Führerboot einer Torpedoboots-Division war der Kommandant meist auch in Personalunion Divisionschef.
Zum 29. März 1902 erhielt sie den neuen Namen Alice Roosevelt und wurde Stationsyacht der Marinestation der Nordsee. Am 1. Februar 1914 wurde sie als Stationsyacht außer Dienst gestellt.
Ab August 1914 erhielt das Boot wieder den Namen D 2 und wurde fortan im Küstenschutz bis Kriegsende bei der Hafenflottille Jade-Weser.
Am 7. Dezember 1920 wurde das Boot aus der Flottenliste gestrichen und im gleichen Jahr abgewrackt.

## Kommandanten (Auswahl)
- Kapitänleutnant Max Bachem: um 1892
- Kapitänleutnant Friedrich Jacobs: um 1897
- Kapitänleutnant Leberecht Maaß
- Kapitänleutnant Gustav von Stosch: um 1907
- Kapitänleutnant Joachim von Arnim: von 1910 bis 1912
- Kapitänleutnant Martin von Cappeln: im Wechsel von Oktober 1914 bis Dezember 1916
- Kapitänleutnant Robert Zimmermann: im Wechsel von Juni 1916 bis August 1918
- Kapitänleutnant Hermann Boehm: im Wechsel von Juli 1918 bis Kriegsende

## Bekannte Personen (Auswahl)
- Oberleutnant zur See Heinz von Hennig (1883–1947): 1908/09 Erster Offizier